# Elektrownia wodna Dolný Jelenec
Elektrownia wodna Dolný Jelenec – elektrownia w osadzie Dolný Jelenec na Słowacji. Znajduje się w obrębie miejscowości Staré Hory w kraju bańskobystrzyckim, w powiecie Bańska Bystrzyca. Elektrownia wykorzystuje wodę płynącą Jelenskim potokiem, ale także wodę ze zbiornika wodnego Motyčky spływającą ciśnieniową rurą o długości 234 metrów i rurociągiem o długości 185 metrów.
Elektrownia i zapory wodne w Dolnym Jelencu i w Motyčkach wybudowane zostały w latach 1923-25 i czynne są do dzisiaj. Tworzą kaskadowy system elektrowni w Starohorskiej dolinie. Należy do niego jeszcze elektrownia Stare Hory.
Zapora wodna w Dolným Jelencu ma wysokość 8,65 m. Lustro wody przy maksymalnym napełnieniu zbiornika znajduje się na wysokości 561,55 m n.p.m., przy minimalnym 557,75 m. Objętość wody w zbiorniku przy maksymalnym poziomie wody wynosi 32 340 m³, a powierzchnia zbiornika 8405 m². Zbiornik wodny na Jelenský potoku służy również jako zbiornik buforowy i zbiornik wody pitnej. Pierwotnie elektrownia wodna Dolný Jelenec była wyposażona w dwie turbiny Francisa, po wojnie dołożono trzecia turbinę. Mają moc 1,98 MW. Turbiny zostały wyprodukowane i dostarczone przez spółkę Českomoravská Kolben-Daněk.

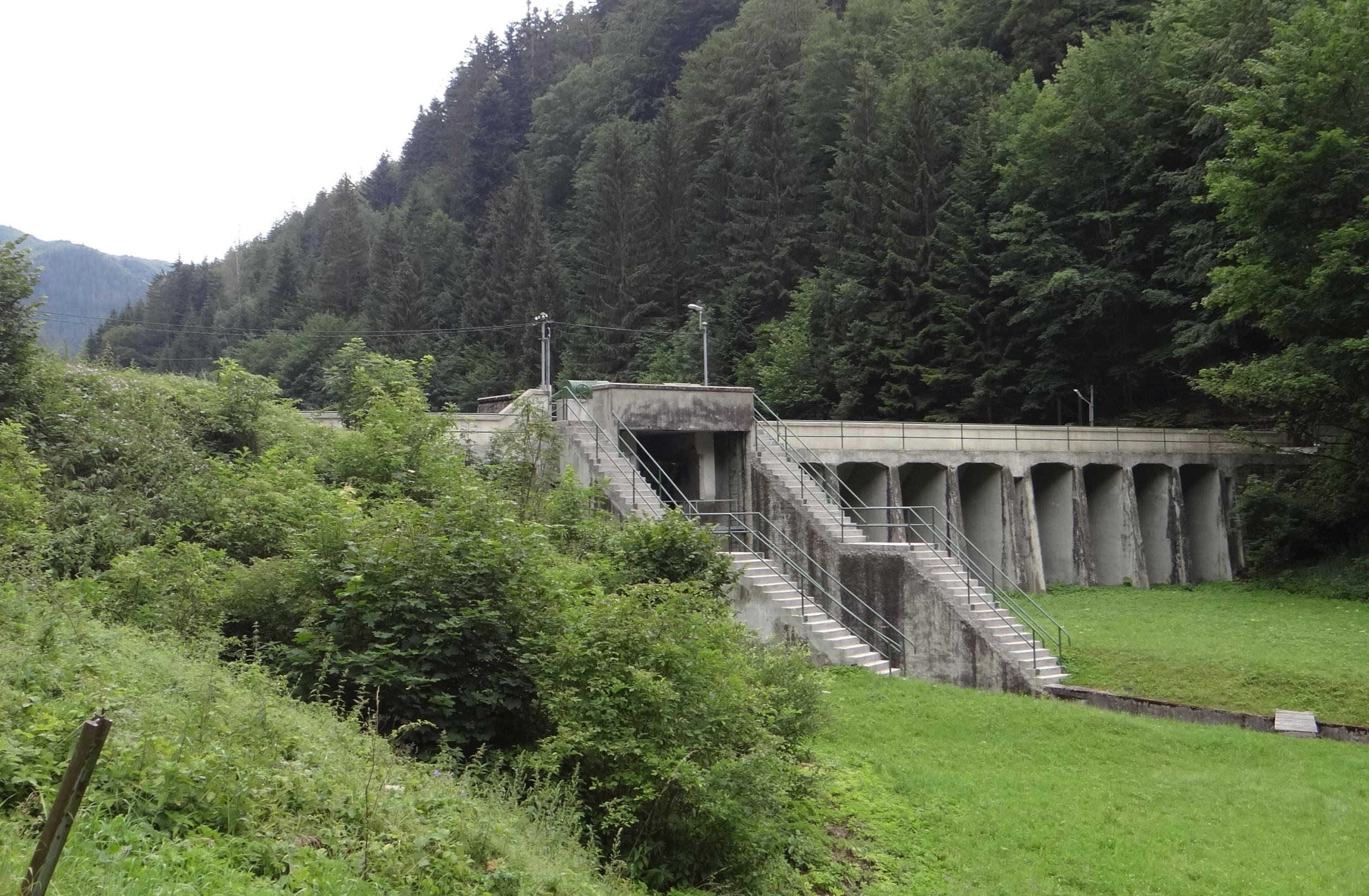
Zapora wodna w Dolným Jelencu
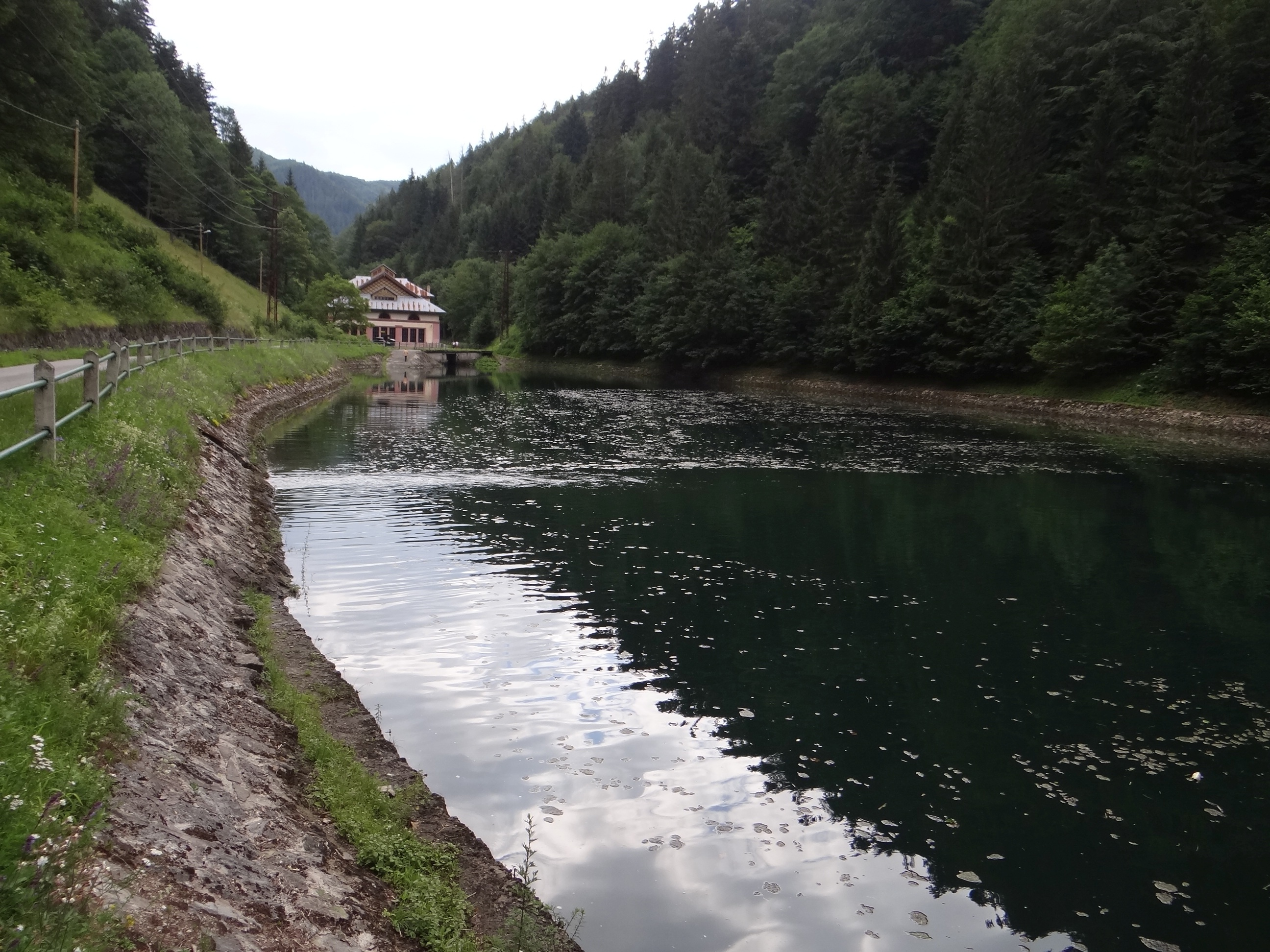
Zbiornik wodny przed zaporą
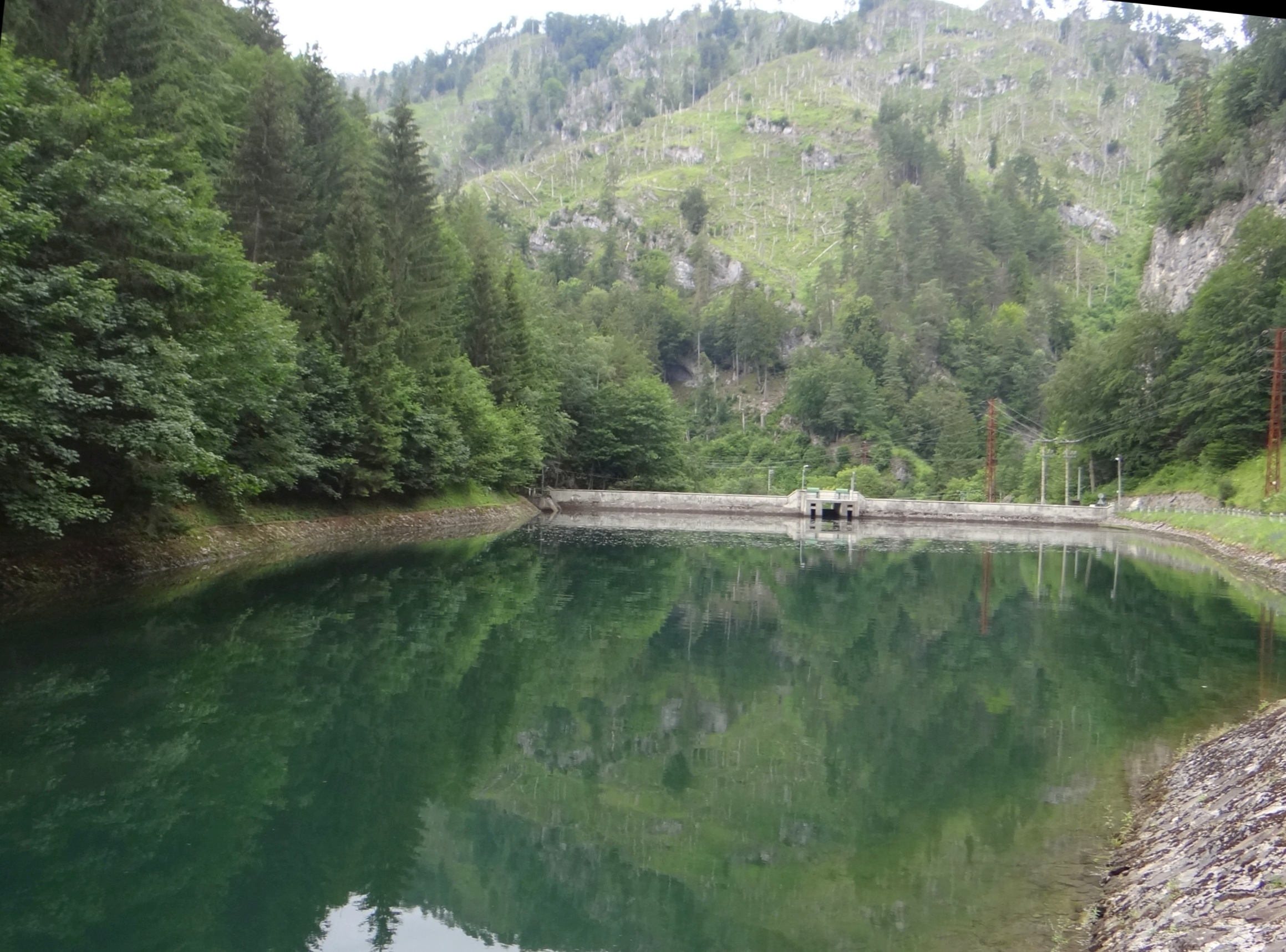
Zbiornik wodny przed zaporą
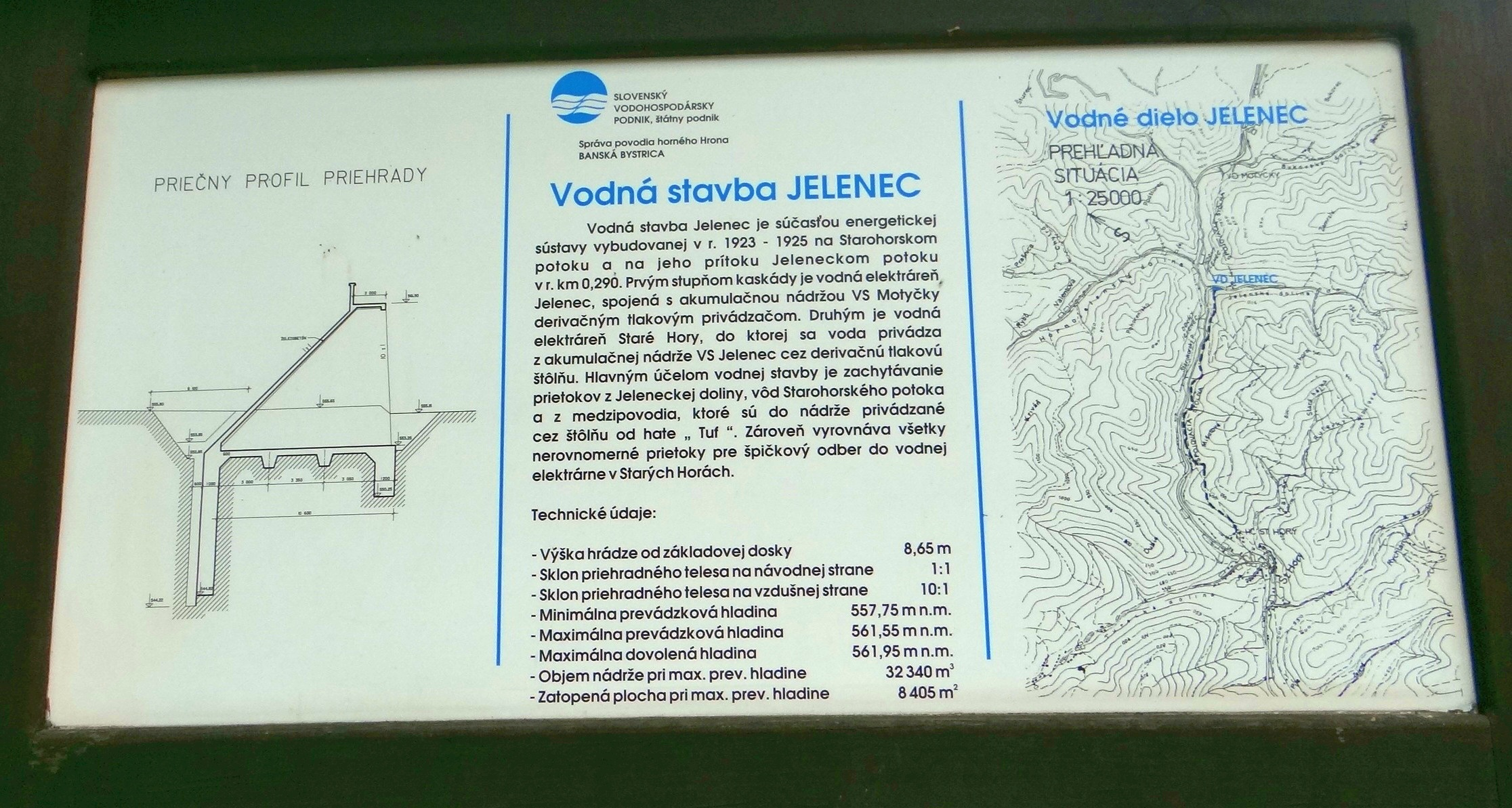
Tablica informacyjna przy zaporze